# Virgilio Fernández del Real

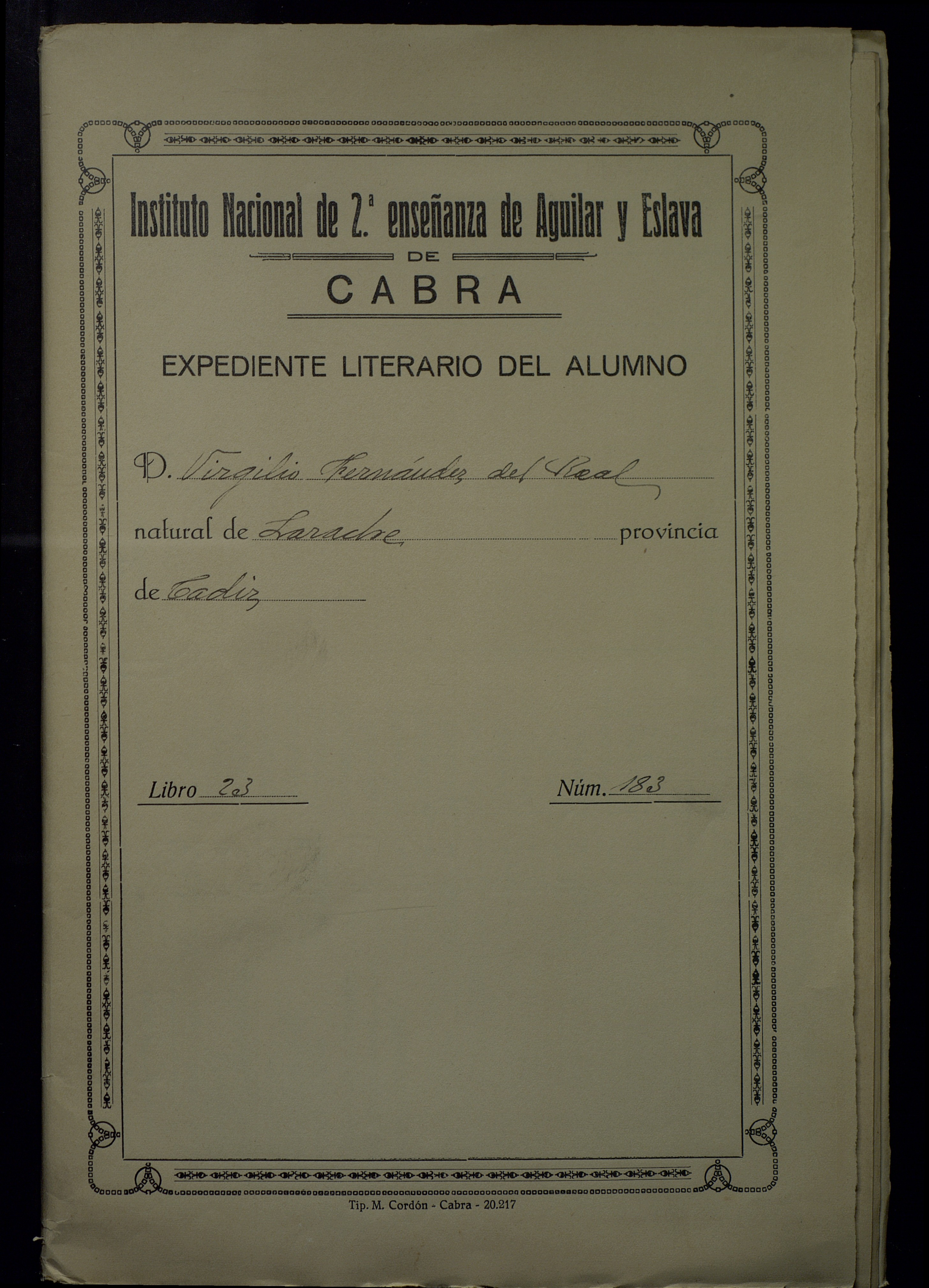
Portada del expediente de Virgilio Fernández del Real en el Instituto de Cabra

Virgilio Fernández del Real (Larache, Marruecos español, 26 de diciembre de 1918-Guanajuato, 17 de diciembre de 2019) fue un enfermero que participó en la guerra civil española como practicante en el servicio de sanidad del Ejército Republicano y como miembro del batallón Dabrowski, en la XIII Brigada. En 1938 huyó a Francia, donde pasó unos dos meses encerrado en el campo de concentración de Saint Cyprien hasta que consiguió exiliarse a México. Una vez allí, estudió medicina en Monterrey y se mudó a Guanajuato en 1958. Desde entonces, permaneció en México ejerciendo como doctor y director de la Casa Museo Gene Byron. 
En 2014, solo cinco miembros de las Brigadas Internacionales seguían con vida.

## Biografía

### Primeros años

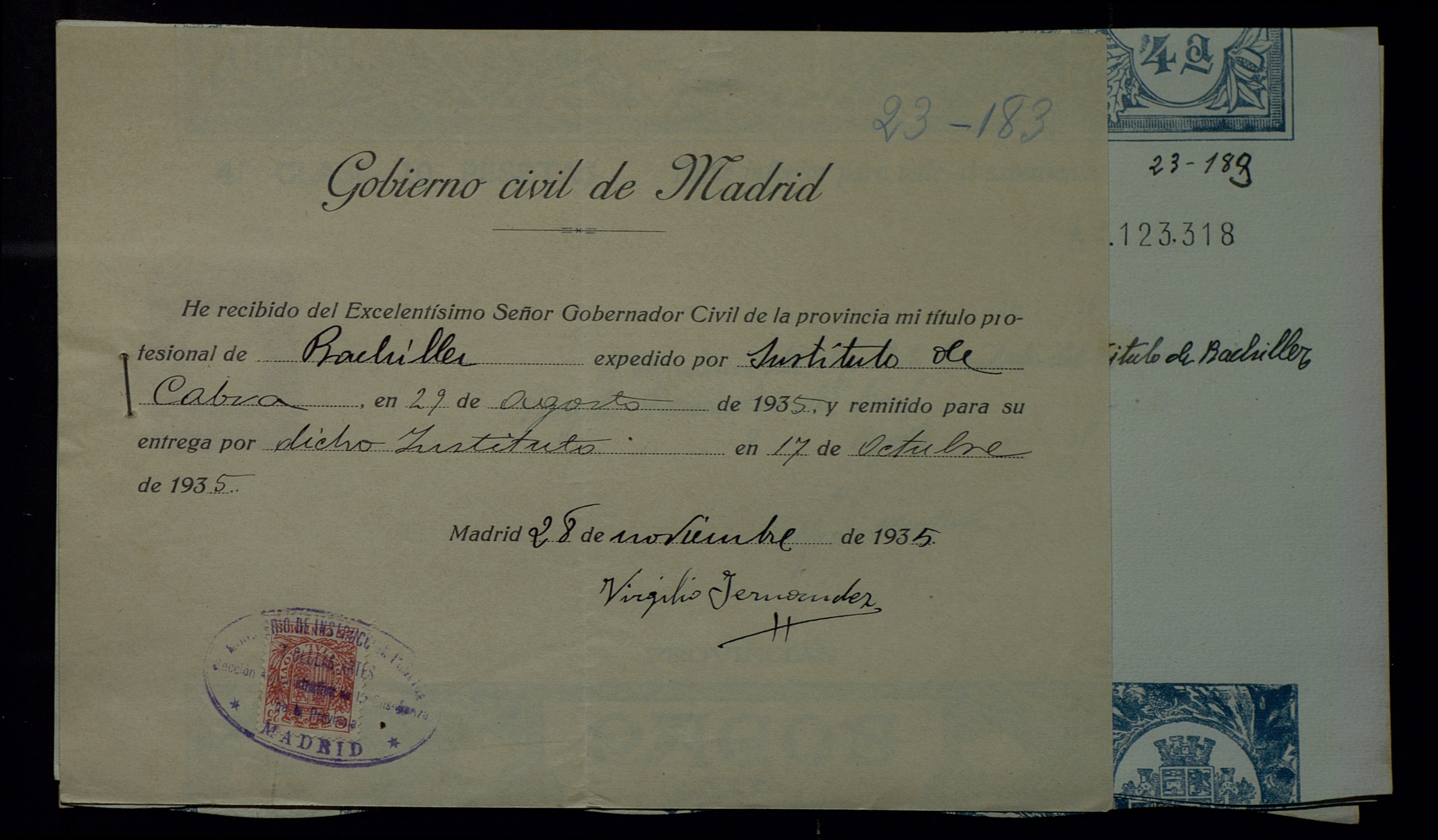
Título de bachiller de Virgilio Fernández del Real obtenido en el Instituto Aguilar y Eslava de Cabra en 1935

Virgilio Fernández del Real nació en la ciudad de Larache, Protectorado español, en 1918. Pasó su infancia en Cabra, donde llegó con seis años y comenzó sus estudios primarios en el colegio de las Escolapias. Cursó la segunda enseñanza y bachillerato (Grado Elemental y Grado Universitario) en el Instituto Aguilar y Eslava de Cabra —unido al Real Colegio de la Purísima fundado en 1679—. Su solicitud de ingreso está firmada el 30 de abril de 1929 realizando el examen de ingreso en junio de ese año, con 10 años. El expediente literario del alumno Virgilio Fernández del Real se conserva en el archivo histórico de la Fundación e Instituto Aguilar y Eslava en Cabra.
Terminó el bachiller en dicho instituto y recogió su título en Madrid en el año 1935. Continuó sus estudios en el Hospital de la Macarena. Se licenció en Cádiz como practicante (ATS). Militante de las Juventudes Comunistas desde muy joven y, más tarde, del Partido Comunista, se encontraba ejerciendo como practicante en el Hospital Princesa de Madrid cuando el fallido golpe de Estado de los generales sublevados fracasó y estalló la guerra civil en 1936.

### Guerra civil española
El lunes 20 de julio empezó a atender a los primeros heridos de la toma del Cuartel de la Montaña. A través de un cartel, se presentó junto a un compañero de Alcoy en la casa de Conde Duque, donde se estaba reclutando a los primeros hombres y reclamaban personal sanitario. A los pocos días, Virgilio sería enviado a primera línea del frente de Somosierra como miembro de las Brigadas Internacionales.

Bandera de las Brigadas Internacionales

Durante los 32 meses que pasó en el frente, Virgilio participó en algunas de las batallas más importantes y decisivas de la Guerra civil en su papel de sanitario. Los primeros meses los pasó en distintos frentes de la defensa de Madrid empezando por Somosierra, donde un ejército de voluntarios y milicianos, sin experiencia ni organización alguna, empezaba a prepararse para defender la capital del avance de las tropas nacionales. Desde allí sería trasladado a Navalperal de Pinares como miembro de la Columna Mangada y más tarde a la estación de El Escorial. De la defensa pasaría a primera línea de fuego, ya que para septiembre de 1936 surgirían los primeros batallones de las Brigadas Internacionales: el Batallón Dabrowski, la XII y la XIII. Estas unidades, compuestas principalmente por miembros franceses, polacos y estadounidenses; acompañaron a Virgilio en batallas como Brunete, Morata de Tajuña o Guadalajara, donde se enfrentaron al Corpo Truppe Volontarie de la Italia fascista de Mussolini.
Durante la batalla del Ebro, la más sangrienta de toda la contienda, Virgilio Fernández estaba integrado en la 35.ª División Internacional, la unidad de élite del Ejército Republicano. Durante esta, se llegaron a alcanzar los 1000 muertos por día de los cuales Virgilio tenía que encargarse junto al equipo sanitario en ambulancias de la Cruz Roja con equipamiento quirúrgico y, en algunas ocasiones, a apenas 300 metros de la línea de fuego. Tras la retirada de las tropas republicanas y el definitivo avance de los nacionales, las Brigadas Internacionales fueron disueltas el 23 de septiembre de 1938 y Virgilio fue enviado a la retaguardia, para descansar. Siguió ejerciendo como practicante en el Hospital de San Pablo hasta que en enero de 1939, cuando las tropas franquistas cercaban Barcelona, cruzó la frontera con Francia en una ambulancia que tuvo que robar a punta de pistola para salvar a un grupo de heridos entre los que se encontraba un comisario político.

### Francia
En Francia, Virgilio fue conducido al campo de concentración de Saint Cyprien junto a la mayoría de españoles exiliados. Allí pasó dos meses en condiciones infrahumanas, en una zona rodeada por alambre de espinas, comiendo «lentejas con arena» y durmiendo a la intemperie o en barracones construidos por ellos mismos. En mayo de 1939, Virgilio se entera por el anuncio de un periódico de que su familia le está buscando y consigue salir del campo y llegar hasta Évreux, Normandía, donde se reúne con su madre y se marcha a México, pasando por Isla Ellis y La Habana para llegar a Veracruz.

### Vida en México y regreso a España
Sin dinero ni recursos, Virgilio tuvo que sobrevivir hasta que se normalizó su situación y consiguió un puesto estable como visitador para una farmacéutica española al tiempo que estudiaba medicina en la Universidad Autónoma de Nuevo León. Fue en esta ciudad donde conoció a quien sería su primera esposa, Gene Byron, una artista canadiense con nacionalidad estadounidense que viajó a México en los años 1950 para disfrutar e inspirarse con el movimiento artístico que se estaba desarrollando en el país. Byron destacaba como pintora, actriz y locutora de radionovelas, y viajó junto a Virgilio por el sur del país hasta que ambos se asentaron en Guanajuato, donde compraron la antigua hacienda de Santa Anna.
Virgilio estuvo desde entonces en Guanajuato, ejerciendo como médico y teniendo una activa vida política como militante del partido Morena. Tras la muerte de Gene en 1987, Virgilio convirtió su hogar en la Casa Museo Gene Byron para homenajear el trabajo de su compañera y crear un espacio cultural que dé la oportunidad de darse a conocer a pequeños artistas. En octubre del 2019, en el marco del Festival Internacional Cervantino, recibió de manos del embajador designado de Canadá en México, Graeme C. Clark, un reconocimiento por fomentar las relaciones culturales entre México y Canadá. 
Virgilio Fernández volvió a España en varias ocasiones. La primera en 1975, cuando el dictador Francisco Franco seguía con vida y la segunda vez fue a los dos años (1978), con el generalísimo muerto y permaneciendo una década en el país. Realizó otra visita en 2014 y una más a finales del 2017. Durante su último viaje, el brigadista recibió la Medalla de la Libertad de la Federación de Foros por la Memoria y se reunió con importantes políticos de la izquierda española como el líder de Podemos Pablo Iglesias, el líder de Izquierda Unida Alberto Garzón o la alcaldesa de Madrid Manuela Carmena. Su última visita fue en 2018, hasta que volvió a Guanajuato en abril.